# جنیفر وینگت
جنیفر وینگت (زاده ۳۰ مارس ۱۹۸۵) یک بازیگر هندی است. او در بسیاری از برنامه‌های تلویزیون شرکت داشته‌است. او برنده , تلویزیونی جوایز اسکار برای بهترین بازیگر زن منتقدان برای نقش رهبری در Star Plus عاشقانه سری ساراسواتی‌چاندرا شد. او در رتبه ۲۱ جذاب‌ترین زنان آسیا قرار دارد، این آمار مربوط به سال ۲۰۱۲ است. گزارش شده‌است که وینگت برخی از بداخلاقی‌ها را درمجموعه ساراسواتی‌چاندرا کرده‌است.

## زندگی شخصی
وینگت با کاران سینگ گروور عروسی کردند در ۹ مارس 2012. در نوامبر ۲۰۱۴، وینگت اظهار داشت که او و گروور از هم جدا شده‌اند.

## فیلم‌شناسی

### فیلم
| سال  | عنوان                           | نقش         | یادداشت       | مرجع   |
| ---- | ------------------------------- | ----------- | ------------- | ------ |
| ۱۹۹۵ | من تنها، تو تنها                | دختر جوان   | بازیگر خردسال |        |
| ۱۹۹۷ | سوروسات عروسی راجا می‌آید        | بچه مدرسه   | بازیگر خردسال |        |
| ۲۰۰۰ | شاهزاده خانم رؤیاها             | تانو        | بازیگر خردسال | [ ۱۱ ] |
| ۲۰۰۳ | هیچی نگو                        | پوجا        | بازیگر خردسال | [ ۱۲ ] |
| ۲۰۱۳ | زندگی راه اندازی مجدد ناهی هوتی | عایشا میتال |               |        |
| ۲۰۱۸ | یک بار دیگر                     | کاجال کاپور |               |        |

### تلویزیون
| سال     | نام فیلم                     | نقش                         | مرجع   |
| ------- | ---------------------------- | --------------------------- | ------ |
| ۲۰۰۰–۰۴ | Shaka Laka Boom Boom         | Piya                        | [ ۱۲ ] |
| ۲۰۰۱–۰۵ | Kkusum                       | Simran                      | [ ۱۲ ] |
| ۲۰۰۳–۰۵ | Koi Dil Mein Hai             | Preeti                      | [ ۱۳ ] |
| ۲۰۰۳–۰۸ | Kasautii Zindagii Kay        | Sneha Bajaj                 | [ ۱۴ ] |
| ۲۰۰۶–۰۷ | Kyaa Hoga Nimmo Kaa          | Natasha                     | [ ۱۵ ] |
| ۲۰۰۶–۰۹ | Sangam                       | Ganga Sagar Bhatia          | [ ۱۶ ] |
| ۲۰۰۷    | Kahin To Hoga                | Svetlana                    | [ ۱۲ ] |
| ۲۰۰۸–۰۹ | Karthika                     | Karthika                    | [ ۱۷ ] |
| ۲۰۰۹    | Dekh India Dekh              | Host                        | [ ۱۸ ] |
| ۲۰۰۹    | Laughter Ke Phatke           | Host                        | [ ۱۹ ] |
| ۲۰۰۹    | Comedy Circus 3              | Contestant                  | [ ۲۰ ] |
| ۲۰۰۹    | Zara Nach Ke Dikha 2         | Host                        | [ ۲۱ ] |
| ۲۰۰۹    | Perfect Bride                | Finale Performer            | [ ۲۲ ] |
| ۲۰۰۹–۱۰ | Dill Mill Gayye              | Dr. Riddhima Gupta          | [ ۲۳ ] |
| ۲۰۱۱    | Zor Ka Jhatka: Total Wipeout | Contestant                  | [ ۲۴ ] |
| ۲۰۱۱    | Comedy Ka Maha Muqabala      | Host                        | [ ۲۵ ] |
| ۲۰۱۱    | Nachle Ve with Saroj Khan    | Finale Host                 | [ ۲۶ ] |
| ۲۰۱۲    | Teri Meri Love Stories       | Neeti                       | [ ۲۷ ] |
| ۲۰۱۲    | Star Diwali                  | Host                        | [ ۲۸ ] |
| ۲۰۱۳–۱۴ | Saraswatichandra             | Kumud Saraswatichandra Vyas | [ ۲۹ ] |
| ۲۰۱۴    | Star Holi Masti Gulal Ki     | Host                        | [ ۳۰ ] |
| ۲۰۱۵    | Dussehra-Jeet Sachchai Ki    | Host                        | [ ۳۱ ] |

## جوایز
Zee جایزه طلا
- بیشتر مناسب بازیگر زن در 2013[۳۲]

Indian Television Academy Awards
- بهترین بازیگر نقش مکمل زن (داوران) در سال 2013 - Saraswatichandra[۳۳]